# Sydonia apomecynoides
Sydonia apomecynoides är en skalbaggsart som beskrevs av Thomson 1864. Sydonia apomecynoides ingår i släktet Sydonia och familjen långhorningar. Inga underarter finns listade i Catalogue of Life.